# Сулейменова, Сауле Тимуровна
Сауле́ Тиму́ровна Сулейме́нова (каз. Сәуле Темірқызы Сүлейменова, 29 апреля 1970, Алма-Ата, Казахская ССР) — современный казахстанский художник, живописец, актриса, лектор.

## Биография
Родилась 29 апреля 1970 года в городе Алма-Ата в семье архитектора Тимура Сулейменова и музыковеда Саиды Елемановой.
С 1988 по 1991 гг. участвовала в первых местных выставках андеграунда легендарной группы «Зеленый треугольник».
В 1996 году окончила архитектурный факультет КазГАСА по специальности «Дизайн архитектурной среды». Тогда же стала лауреатом 1-й премии Международного конкурса дипломных проектов, в Екатеринбурге, Россия.
В 1998 году стала стипендиаткой Президента Республики Казахстан.
С 1990 года член Молодежного объединения Союз художников Казахстана.
С 1998 — член Союза художников Казахстана.
В 2004 году начала работу над серией «Казахская хроника» в технике граттаж. Работы серии выставлялись в галерее «Тенгри-Умай» в Алматы и на выставке «Kazakh: Paintings by Saule Suleimenova» в США.
В 2008 году на аукционе Christie's представила работу из серии «Казахская хроника» в технике «живопись на фотографии», в этих работах автор исследует диалог между временами — настоящим и прошлым, между повседневной уличной жизнью и памятью, которая хранится в архивных фотографиях.
В 2009 году тема национальной идентичности Казахстана в искусстве художника получила более подробное раскрытие на выставке в Турине, Италия «East of Nowhere» («Восток из ниоткуда»). Своеобразным концептуальным итогом данной серии можно считать выставку I’m Kazakh, которая прошла в Центральном выставочном зале Алматы в 2010 году.
В 2014 Сауле Сулейменова начала новый проект — «Целлофановая живопись», работы данной серии представляют собой картины из пластиковых цветных пакетов.
В 2017 - 2018 годах художница начала проект «Где-то в Великой Степи», первая большая персональная выставка, на которой были представлены работы из этой серии, открылась в Алматы. В июне того же года открылась персональная выставка «Где-то в Великой Степи: Линия Горизонта», в столице Казахстана, в Астане, в Национальный музей Республики Казахстан. В ноябре 2017 года открывается уже групповая выставка актуального казахстанского искусства «Где-то в Великой Степи» в Санкт-Петербурге, в музее Эрарта. В феврале 2018 выставка отправилась в Новосибирский государственный художественный музей.
В 2018 начала работу над новой серией «Остаточная память», также используя полиэтиленовые пакеты.
Сауле Сулейменова о своем последнем проекте: 

Моё дело, мой художественный жест — выбор. Я выбираю из тысяч терабайтов визуальной информации ту фотографию или фрагмент видео, которые, по моему мнению, отражают то, что я хочу сказать о настоящем или прошлом. Я выбираю и вырезаю из тысяч пластиковых пакетов то, что подходит по цвету и смыслу. Я выбираю из своих впечатлений и своих ощущений то, что, мне кажется, наиболее точно отражает, что происходит сейчас. Я не вижу смысла в производстве нового, я занимаюсь переработкой уже сделанного людьми. И только то, как я это делаю, и есть я.

## Семья и личная жизнь
Живёт и работает в Алматы.
Родители
- Отец — Тимур Бимашевич Сулейменов (14 февраля, 1943 — 10 мая, 2018[4]), заслуженный деятель искусств Республики Казахстан, президент Союза дизайнеров Казахстана, автор дизайна тенге[5].
- Мать — Саида Абдрахимовна Елеманова, профессор, доктор искусствоведения, член Международного Совета по традиционной музыке (ICTM), Мәдениет қайраткері, член Союза композиторов Республики Казахстан[5].

Супруги
- Куаныш Сагынгалиевич Базаргалиев, художник, второй муж[6][7].

Дочери
- Суинбике Сулейменова-Базаргалиева[a] (1992 г.р.),  художница[1][9].
- Медина Базаргалиева (18 мая, 2001[10]), медиа-художница[9].

## Основные выставки
- Культурный саммит, Абу-Даби, ОАЭ (2017—2018)
- Выставка «Dis / Possessed. A Question of Spirit and Money» Манифест 10, Фолиум, Цюрих, Швейцария,

(2016)
- Выставка One Belt One Road, Федерация женщин, Sotheby's, Гонконг (2016)
- 56-я Венецианская биеннале в параллельном проекте «Why Self» (2015)
- Выставка «Топографика» в Американский университет в Центральной Азии, Бишкек, Кыргызстан
- 5-я Московская биеннале современного искусства в проекте «Мигранты» РГГУ (2013)
- Фестиваль современного искусства, ARTBATFEST, Алматы (2013, 2014, 2015)
- Выставка «Ультрапамять» (Париж, Астана, Алмата) 2012
- Выставка «Востокт из ниоткуда», Фонд 107, Турин, Италия 2009
- Благотворительный аукцион Christie's, выставка казахстанского искусства (2008)
- Социально-культурный проект «Art-Nomad», Аукционный Дом Christie's (2008)
- Выставка «Kazakhstan Modern Art Night», Музей Виктории и Альберта, Лондон, Англия (2007)
- Выставка «Kazakh: Paintings by Saule Suleimenova», Центр Пита Таунсенда, Университет Беркли, Калифорния, США (2005)
- Всемирная Ассамблея Граждан, Лиль, Франция (2001)
- Выставка «Nomads», Humay gallery, Лондон, Великобритания (1998)
- EXPO 1998, Лисабон, Португалия (1998)

## Образование
- С 1990 по 1996 гг. училась и закончила КазГАСА, архитектурный факультет по специальности «Дизайн архитектурной среды».
- В 1998 г. прошла курс «Книжный дизайн» Publishing Training Center, Лондон, Великобритания.
- 2013 г. — магистр живописи, КазНУИ, Астана, Казахстан

## Коллекции
- Национальный музей Республики Казахстан
- Казахский Государственный Музей Современного искусства (Астана, Казахстан)
- Государственный музей искусств им. А. Кастеева (Алматы, Казахстан)
- Дирекция художественных выставок и аукционов Министерства культуры РК
- Музей изобразительных искусств им. Невзоровых (Семипалатинск, Казахстан)
- Фонд 107, Турин, Италия
- Галерея «Русский мир», Париж, Франция
- Новосибирская Государственная картинная галерея (Россия)
- Коллекция Нортона Доджа (в Музее Зиммерли — Zimmerli Art Museum at Rutgers University, Нью-Джерси, США)
- Галерея «Тенгри-Умай» (Алматы, Казахстан)
- Коллекция Ричарда Спунера (Казахстан/США)
- Коллекция Алексиса де Тизенгаузена, (Christie's, Великобритания) и другие частные коллекции в Казахстане и за рубежом.

## Фильмография
Актриса
- «Место на серой треуголке»,1992 г. (режиссёр Ермек Шинарбаев)
- «Слабое сердце», 1994 г. (режиссёр Ермек Шинарбаев)
- «Письма к ангелу», 2008 г. (режиссёр Ермек Шинарбаев)

### Комментарии
1. ↑  Имя отца публично не разглашается, родилась до первого брака[8]